# 최영아 (아나운서)
최영아(1973년 4월 19일 ~ )는 대한민국의 아나운서다.

## 학력
- 96학번 목포대학교 중어중문학 학사
- 00학번 중앙대학교 신문방송대학원 석사

## 경력
- 1995년 10월 1일 SBS 공채 5기로 입사했다.
- 2018년 12월 ~ 2020년 11월 SBS 편성실 아나운서팀 부장급
- 2020년 11월 ~ 2023년 11월 SBS 아나운서팀 캐스팅 협력담당
- 2023년 12월 ~ SBS 콘텐츠전략본부 아나운서팀장

## 수상
- 2007년 SBS 연예대상 TV스타상 아나운서부문
- 2008년 제9회 대한민국 영상대전 아나운서부문 포토제닉상

## 출연작
- SBS 금요베스트 텐(1997년)
- SBS 특명 아빠의 도전(1997년~1998년)
- SBS《순풍산부인과》(1998년) 일일시트콤, 특명! 아빠의 도전 진행자 역(특별출연)
- SBS 출발 모닝와이드 1,2부(1999년~2000년)
- SBS 시네마특급(2000년)
- SBS 밀레니엄 특별 생방송 비전 2000(2000년)
- SBS 생방송 행복찾기(2000년~2001년)
- SBS 주말 SBS 8뉴스(2000년~2001년)
- SBS 씨네포트 2000(2001년)
- SBS 잘먹고 잘사는 법(2002년~2009년)
- SBS 배기완, 최영아, 조형기의 좋은 아침(2009년~2012년)
- SBS 생방송 투데이 (2003년~2009년, 2013년~2023년)